# Lovisa Lindh
Lovisa Lindh (ur. 9 lutego 1991 w Kungälv) – szwedzka lekkoatletka specjalizująca się w biegu na 800 metrów.
Nie przebrnęła eliminacji podczas mistrzostw Europy juniorów w Nowym Sadzie (2009) i świata rok później w Moncton.
Półfinalistka seniorskich mistrzostw Starego Kontynentu w Zurychu (2014). Dwa lata później na światowym halowym czempionacie w Portland Lindh zakończyła zmagania na eliminacjach. W tym samym roku sięgnęła po brązowy medal mistrzostw Europy w Amsterdamie oraz uczestniczyła w igrzyskach olimpijskich w Rio de Janeiro. Czwarta zawodniczka halowych mistrzostw Europy w Belgradzie (2017).
Złota medalistka mistrzostw Szwecji w kategorii seniorów i juniorów, a także reprezentantka kraju w drużynowych mistrzostwach Europy oraz w meczach międzypaństwowych.

## Osiągnięcia
| Rok  | Impreza                                 | Miejsce        | Konkurencja        | Lokata      | Wynik   |
| ---- | --------------------------------------- | -------------- | ------------------ | ----------- | ------- |
| 2009 | Mistrzostwa Europy juniorów             | Nowy Sad       | bieg na 800 m      | eliminacje  | 2:07,57 |
| 2010 | Mistrzostwa świata juniorów             | Moncton        | bieg na 800 m      | eliminacje  | 2:10,51 |
| 2013 | I liga drużynowych mistrzostw Europy    | Dublin         | bieg na 800 m      | 6. miejsce  | 2:05,07 |
| 2013 | Mistrzostwa Europy juniorów             | Tampere        | bieg na 800 m      | 7. miejsce  | 2:08,99 |
| 2014 | Superliga drużynowych mistrzostw Europy | Brunszwik      | bieg na 800 m      | 9. miejsce  | 2:04,19 |
| 2014 | Superliga drużynowych mistrzostw Europy | Brunszwik      | sztafeta 4 × 400 m | 7. miejsce  | 3:38,21 |
| 2014 | Mistrzostwa Europy                      | Zurych         | bieg na 800 m      | półfinał    | 2:02,60 |
| 2015 | Superliga drużynowych mistrzostw Europy | Czeboksary     | bieg na 800 m      | 9. miejsce  | 2:04,14 |
| 2015 | Superliga drużynowych mistrzostw Europy | Czeboksary     | sztafeta 4 × 400 m | 4. miejsce  | 3:35,80 |
| 2016 | Halowe mistrzostwa świata               | Portland       | bieg na 800 m      | eliminacje  | 2:03,44 |
| 2016 | Mistrzostwa Europy                      | Amsterdam      | bieg na 800 m      | 3. miejsce  | 2:00,37 |
| 2016 | Igrzyska olimpijskie                    | Rio de Janeiro | bieg na 800 m      | półfinał    | 1:59,41 |
| 2017 | Halowe mistrzostwa Europy               | Belgrad        | bieg na 800 m      | 4. miejsce  | 2:01,37 |
| 2017 | I liga drużynowych mistrzostw Europy    | Vaasa          | bieg na 800 m      | 1. miejsce  | 2:02,36 |
| 2017 | I liga drużynowych mistrzostw Europy    | Vaasa          | sztafeta 4 × 400 m | 3. miejsce  | 3:37,20 |
| 2017 | Mistrzostwa świata                      | Londyn         | bieg na 800 m      | eliminacje  | DNS     |
| 2018 | Mistrzostwa Europy                      | Berlin         | bieg na 800 m      | 9. miejsce  | 2:02,36 |
| 2019 | Halowe mistrzostwa Europy               | Glasgow        | bieg na 800 m      | półfinał    | 2:04,54 |
| 2019 | Superliga drużynowych mistrzostw Europy | Bydgoszcz      | bieg na 800 m      | 10. miejsce | 2:03,32 |
| 2019 | Mistrzostwa świata                      | Doha           | bieg na 800 m      | eliminacje  | 2:03,72 |
| 2021 | Halowe mistrzostwa Europy               | Toruń          | bieg na 800 m      | półfinał    | 2:04,12 |
| 2022 | Mistrzostwa Europy                      | Monachium      | bieg na 800 m      | eliminacje  | 2:03,48 |

## Rekordy życiowe
- bieg na 800 metrów (stadion) – 1:58,77 (6 lipca 2017, Lozanna) rekord Szwecji;
- bieg na 800 metrów (hala) – 2:01,37 (5 marca 2017, Belgrad);
- bieg na 1000 metrów (stadion) – 2:35,15 (11 lipca 2017, Göteborg) rekord Szwecji;
- bieg na 1500 metrów (stadion) – 4:09,03 (10 czerwca 2017, Florø)